# Wim Koevermans
Wilhelmus ("Wim") Jacobus Koevermans (ur. 28 czerwca 1960 we Vlaardingen) – piłkarz holenderski grający na pozycji środkowego obrońcy.

## Kariera klubowa
Koevermans jest wychowankiem klubu Fortuny Vlaardingen. Następnie trafił do FC Vlaardingen, innego klubu z tego miasta i grał z nim w drugiej lidze Holandii. W 1980 roku Koevermans przeszedł do innego zespołu z tej ligi, Fortuny Sittard, z którą w 1982 roku awansował do Eredivisie. W sezonie 1982/1983 Fortuna była jedną z rewelacji sezonu i zajęła wysokie 8. miejsce w lidze, a dobrze spisała się też linia obrony z Koevermansem, która straciła 47 goli. W sezonie 1983/1984 doszedł z Fortuną do finału Pucharu Holandii, w którym klub z miasta Sittard przegrał 0:1 z Feyenoordem. Jednak rotterdamski klub wywalczył także mistrzostwo kraju, toteż Fortuna w sezonie 1984/1985 wystąpiła w Pucharze Zdobywców Pucharów, w którym dotarła do ćwierćfinału, po drodze pokonując m.in. Wisłę Kraków. Koevermans przez lata był jednym z lepszych zawodników Fortuny, która co roku plasowała się w pierwszej dziesiątce ligi. Indywidualnie największy sukces osiągnął on w sezonie 1987/1988, gdy zdobył aż 9 goli w lidze. To zaowocowało transferem do FC Groningen i tym samym Koevermans odszedł z Fortuny po 8 sezonach gry. Z Groningen w 1989 roku zagrał w finale Pucharu Holandii, przegranym z mistrzem kraju PSV Eindhoven, a w sezonie 1989/1990 dość niespodziewanie zakończył piłkarską karierę w wieku 30 lat.
| Sezon   | Klub            | Kraj     | Rozgrywki     | Mecze | Bramki |
| ------- | --------------- | -------- | ------------- | ----- | ------ |
| 1978/79 | FC Vlaardingen  | Holandia | Eerstedivisie | 34    | 5      |
| 1979/80 | FC Vlaardingen  | Holandia | Eerstedivisie | 9     | 1      |
| 1980/81 | Fortuna Sittard | Holandia | Eerstedivisie | 32    | 6      |
| 1981/82 | Fortuna Sittard | Holandia | Eerstedivisie | 32    | 8      |
| 1982/83 | Fortuna Sittard | Holandia | Eredivisie    | 31    | 1      |
| 1983/84 | Fortuna Sittard | Holandia | Eredivisie    | 33    | 5      |
| 1984/85 | Fortuna Sittard | Holandia | Eredivisie    | 33    | 6      |
| 1985/86 | Fortuna Sittard | Holandia | Eredivisie    | 30    | 1      |
| 1986/87 | Fortuna Sittard | Holandia | Eredivisie    | 33    | 1      |
| 1987/88 | Fortuna Sittard | Holandia | Eredivisie    | 31    | 9      |
| 1988/89 | FC Groningen    | Holandia | Eredivisie    | 28    | 3      |
| 1989/90 | FC Groningen    | Holandia | Eredivisie    | 14    | 2      |

## Kariera reprezentacyjna
W reprezentacji Holandii Koevermans zadebiutował 24 maja 1988 roku w przegranym 1:2 meczu z Bułgarią. W tym samym roku był członkiem kadry na Euro 1988. Nie wystąpił tam jednak ani jednego meczu w drużynie Rinusa Michelsa, która przywiozła z RFN złoty medal. W kadrze "Oranje" Koevermans wystąpił tylko w 1 meczu.

## Kariera trenerska
Koevermans po zakończeniu kariery piłkarskiej został trenerem. Najpierw był asystentem trenera w FC Groningen, a następnie prowadził kluby z Eredivisie i Eerstedivisie: RBC Roosendaal, NEC Nijmegen oraz MVV Maastricht.